# Death Magnetic
Death Magnetic – dziewiąty album studyjny amerykańskiego zespołu thrash metalowego Metallica. Został wydany 12 września 2008 roku przez wytwórnię Warner Bros. Records.

## Historia albumu
Początkowo Metallica planowała rozpoczęcie tworzenia nowego albumu na przełomie wiosny i lata 2005 roku, ponownie we własnym studiu nagraniowym HQ (gdzie grupa nagrała poprzedni album studyjny, St. Anger), i ponownie z producentem Bobem Rockiem (który współpracował z zespołem od 1990 roku). Informacje te nie potwierdziły się do końca 2005 roku. Pierwsza wzmianka o ostatecznym rozpoczęciu prac nad nowym albumem pojawiła się 30 listopada 2005, gdy perkusista Metalliki, Lars Ulrich, wspomniał o ewentualnym wejściu do studia nagraniowego. 16 grudnia 2005 oficjalnie zostało potwierdzone rozpoczęcie przez zespół prac nad nowym albumem w studiu HQ.
Wkrótce pojawiły się plotki mówiące, że producentem nowego albumu będzie Rick Rubin mający na koncie współpracę m.in. ze starszymi grupami metalowymi jak Slayer (począwszy od albumu z 1986 r., Reign in Blood, ocenianym jako „szczyt speed metalu”) i nowszymi jak System of a Down (m.in. Toxicity z 2001 r. oceniane jako „heavymetalowy klasyk”), lecz Lars Ulrich zaprzeczył plotkom. 16 lutego 2006, plotka której zaprzeczył Lars Ulrich została potwierdzona – Rick Rubin jest producentem albumu.
W czerwcu 2006, Ulrich powiedział, że rozpoczęcie nagrywania albumu przewidywane jest na jesień tego samego roku. Również w czerwcu podano pierwszą przewidywaną datę wydania albumu – połowa 2007 roku. Do grudnia 2006 nie pojawiła się informacja o starcie nagrywania nowego albumu, tylko plotka o rozpoczęciu nagrań tym razem w styczniu 2007 roku i wydaniu albumu pod koniec lata tego samego roku. 9 lutego 2007 ostatecznie zapowiedziano rozpoczęcie nagrywania na 12 marca 2007.
Na początku marca 2007 Lars Ulrich podał „nadzieje” związane z albumem: nagrywanie do czerwca, powrót do nagrywania w sierpniu, i ostateczne wydanie na przełomie 2007 i 2008 roku. 12 marca 2007, Metallica rozpoczęła nagrywanie albumu, lecz nie w studiu HQ (znajdującym się w San Francisco), tylko w studiu nagraniowym w Los Angeles. 1 lipca 2007, Lars Ulrich przedstawił luty 2008 jako prognozowaną datę wydania albumu. Gitarzysta prowadzący, Kirk Hammett, podał 8 lipca 2007 nazwę studia nagraniowego w którym Metallica nagrywa album – Sound City Studios. 23 stycznia 2008 pojawiła się kolejna plotka o nowej dacie premiery albumu – wrzesień 2008. 7 marca 2008, Lars Ulrich również podał ten miesiąc jako przewidywaną datę wydania. 19 kwietnia 2008, Ulrich oświadczył, że to będzie jedyny album Metalliki wydany przez wytwórnię płytową Warner Bros. Records. 12 maja 2008 rozpoczęła działanie strona internetowa Mission: Metallica, która ukazuje różnorodne materiały związane z nowym albumem. Trzy dni później, Lars Ulrich ogłosił, że produkcja albumu i jego okładki zakończy się w przyszłym tygodniu.
14 czerwca 2008 ogłoszono tytuł albumu – Death Magnetic – i zaprezentowano wstępną wersję okładki, zaś 17 lipca 2008 przedstawiono jej wersję ostateczną. 1 sierpnia 2008 ogłoszono oficjalnie, że ogólnoświatowa premiera wydawnictwa będzie miała miejsce 12 września 2008. 10 sierpnia 2008 oficjalna strona Metalliki podała, że album został zmiksowany, jak i został dokonany proces masteringu albumu.

### Komponowanie
Metallica nagrała ponad 50 godzin pomysłów w czasie trasy promującej album St. Anger i na nich są oparte utwory. 26 stycznia 2006 został zamieszczony film na serwisie YouTube ukazujący próbę Metalliki przed występem 15 stycznia 2004 w Nowej Zelandii. Zespół potwierdził, że to, co można usłyszeć na filmie jest częścią wspomnianych ponad 50 godzin pomysłów.
Wokalista i gitarzysta rytmiczny Metalliki, James Hetfield, ponownie jest samodzielnym twórcą tekstów do utworów. Na poprzednim albumie, St. Anger, wszyscy członkowie zespołu, włącznie z producentem Bobem Rockiem, byli autorami tekstów. W marcu 2006 James Hetfield stwierdził, że zespół przygotował już 12 utworów, on sam ma udział w solówkach (granych w zespole głównie przez Kirka Hammetta), oraz przyznał, że z basistą, Robertem Trujillo, grupa stworzyła znacznie więcej kompozycji niż przez 14 lat z basistą Jasonem Newstedem.
6 czerwca 2006 na koncercie w Berlinie Metallica zagrała tzw. „New Song” – trwający około ośmiu minut utwór, o którym spekulowano, że może znaleźć się na albumie. 12 sierpnia 2006 na koncercie w Tokio zespół wykonał tzw. „Other New Song”, który również miał znaleźć się na albumie. 22 maja 2007 Robert Trujillo zaznaczył, że oba zagrane utwory nie trafią na album, ale mogą zostać wykorzystane ich fragmenty.
28 czerwca 2007 James Hetfield zapowiedział, że zespół zamierza zagrać mniej więcej cztery nowe utwory na rozpoczynającej się tego dnia trasie koncertowej, Sick of the Studio '07. Do tego jednak nie doszło. W marcu 2008 Lars Ulrich powiedział, że zespół chce zagrać nowe utwory na letnich koncertach, ale tylko wtedy, gdy będą gotowe. Gitarzysta Kirk Hammett przyznał, że zespół zacznie grać utwory z Death Magnetic gdy album będzie już bliski wydania. 9 sierpnia 2008 grupa zagrała utwór „Cyanide” na festiwalu Ozzfest.

## Kontrowersje dotyczące głośności
Ostateczna wersja albumu wydana na CD została zmasterowana na bardzo wysokim poziomie głośności, co spowodowało utratę dynamiki (nie ma różnic między momentami cichymi i głośnymi), a także poważne zniekształcenia dźwięku (przesterowanie). Jest to najprawdopodobniej efekt tzw. „wojny głośności” (ang. „Loudness war”), czyli „wyścigu zbrojeń” pomiędzy wytwórniami i artystami polegający na nagrywaniu coraz głośniejszych albumów. Problem został szczegółowo opisany w serii artykułów na blogu który zacytowały takie czasopisma jak Rolling Stone, The Guardian i wiele innych. Powstała też petycja o remastering albumu.
W internecie w sieci torrentów i p2p rozpowszechniona jest wersja albumu uzyskana z gry Guitar Hero III: Legends of Rock, która według wielu fanów brzmi lepiej niż wersja płytowa – została zmasterowana na o wiele niższym poziomie, dzięki czemu uniknięto przesterowania sygnału.
Lars Ulrich stwierdził jednak, że jest zadowolony z brzmienia wydanej płyty.
25 października 2008 James Hetfield w wywiadzie dla magazynu Guitar Player przyznał, że brzmienie albumu było zamierzone, a materiał z gry Guitar Hero to prawdopodobnie wcześniejsze wersje utworów. Natomiast Kirk Hammett w tym samym wywiadzie przyznał, że album brzmi tak, jakby był grany na żywo, co jest zgodne z opinią Ricka Rubina.

## Teledyski

### The Day That Never Comes
31 lipca 2008 zespół zrealizował teledysk do piosenki „The Day That Never Comes”. Jego reżyserem był Duńczyk, Thomas Vinterberg. Teledysk był kręcony na przedmieściach Los Angeles. Klip ukazał się 1 września.

### All Nightmare Long
7 grudnia 2008 na oficjalnej stronie zespołu został udostępniony teledysk do utworu „All Nightmare Long”.

### Broken, Beat & Scarred
27 marca 2009 na oficjalnej stronie zespołu, na kilka dni przed premierą singla, udostępniony został teledysk do utworu „Broken, Beat & Scarred”. Jego reżyserem jest Wayne Isham, który współpracował z Metalliką już wcześniej, przy okazji kręcenia teledysków do „No Leaf Clover” czy „Sad but True”. Muzyka nie pochodzi z wersji studyjnej, a jest zapisem z koncertu z Kalifornii z grudnia 2008 (zapis wideo również pochodzi z tego koncertu).

## Recenzje
4 czerwca 2008, w Londynie, miało miejsce zaprezentowanie kilku utworów z nowego albumu krytykom muzycznym m.in. z magazynów Rolling Stone i Metal Hammer. Recenzje utworów zostały zamieszczone w Internecie, ale zarząd Metalliki, QPrime Management, poprosił o ich usunięcie, co częściowo zostało dokonane.
Ogólne opinie o albumie i utworach są następujące:
- Kerrang!: „Z radością możemy zakomunikować, że ta płyta RZĄDZI!”
- Metal Hammer: „Te utwory zabrzmią wspaniale na żywo.”
- Rock Sound: „Jest mnóstwo solówek Kirka Hammetta i przystępne brzmienie perkusji. Wokal Jamesa [Hetfielda] jest również na dobrym poziomie. Piosenki zawierają wiele wątków i to właśnie przywodzi na myśl klasyczne dokonania zespołu.”
- The Quietus: „Ten album może być dobry, ale może być też przeciętny.”
- Rolling Stone: „Zespół powraca do thrash metalu na nowej płycie z Rickiem Rubinem.”

## Lista utworów
Opracowano na podstawie materiału źródłowego.
| Nr  | Tytuł utworu               | Długość |
| --- | -------------------------- | ------- |
| 1.  | „That Was Just Your Life”  | 7:08    |
| 2.  | „The End of the Line”      | 7:52    |
| 3.  | „Broken, Beat & Scarred”   | 6:25    |
| 4.  | „The Day That Never Comes” | 7:56    |
| 5.  | „All Nightmare Long”       | 7:58    |
| 6.  | „Cyanide”                  | 6:39    |
| 7.  | „The Unforgiven III”       | 7:46    |
| 8.  | „The Judas Kiss”           | 8:00    |
| 9.  | „Suicide & Redemption”     | 9:59    |
| 10. | „My Apocalypse”            | 5:00    |
|     |                            | 1:14:43 |

## Twórcy
Opracowano na podstawie materiału źródłowego.
| większość utworów (oprócz "The Unforgiven III" oraz "Suicide & Redemption") - James Hetfield – wokale, gitara rytmiczna - Kirk Hammett – gitara prowadząca - Robert Trujillo – gitara basowa - Lars Ulrich – perkusja „The Unforgiven III” - James Hetfield – pianino, gitara rytmiczna, wokale - Kirk Hammett – gitara prowadząca - Robert Trujillo – gitara basowa - Lars Ulrich – perkusja - David Campbell – aranżacja instrumentów smyczkowych „Suicide & Redemption” - James Hetfield – gitara - Kirk Hammett – gitara - Robert Trujillo – gitara basowa - Lars Ulrich – perkusja | - Rick Rubin – produkcja muzyczna - Greg Fidelman – miksowanie, realizacja nagrań - Andrew Scheps – miksowanie - Ted Jensen – mastering - Mike Gillies – realizacja nagrań - Dana Nielsen, Dan Monti, Kent Matcke, DD Erlich – edycja cyfrowa |

## Listy sprzedaży
| Lista                     | Kraj              | Pozycja | Status             |
| ------------------------- | ----------------- | ------- | ------------------ |
| Ö3 Austria Top 40         | Austria           | 1       |                    |
| ARIA Charts               | Australia         | 1       | 2x platynowa płyta |
| Billboard Canadian Albums | Kanada            | 1       | 4x platynowa płyta |
| Suomen virallinen lista   | Finlandia         | 1       | 2x platynowa płyta |
| MegaCharts                | Holandia          | 1       |                    |
| Oricon                    | Japonia           | 3       |                    |
| Recorded Music NZ         | Nowa Zelandia     | 1       |                    |
| VG-Lista                  | Norwegia          | 1       |                    |
| OLiS                      | Polska            | 1       | diamentowa płyta   |
| Sverigetopplistan         | Szwecja           | 1       | 2x platynowa płyta |
| Schweizer Hitparade       | Szwajcaria        | 1       |                    |
| Billboard 200             | Stany Zjednoczone | 1       | 2x platynowa płyta |
| UK Albums Chart           | Wielka Brytania   | 1       | platynowa płyta    |
| FIMI                      | Włochy            | 1       |                    |